# Slunka obecná
Slunka obecná (Leucaspius delineatus) je drobná kaprovitá ryba, která se vyskytuje především v nížinných vodách Evropy a Asie. Jedná se o druh, který je vysoce citlivý na změny v kvalitě vody. Tato ryba bývala v přírodních vodách Evropy poměrně běžná, v posledních letech[kdy?] se stává čím dál více ohroženou, přičemž její populace v České republice v současnosti rapidně klesají. Slunka má velký ekologický význam, především díky své roli v potravním řetězci a jako bioindikátor kvality vodního prostředí.

## Popis
Jedná se o štíhlou rybu s dlouhým, zúženým tělem, které dosahuje délky 6 až 8 cm, v některých případech může dorůst až 9 cm. Její tělo je pokryto stříbřitými šupinami, které jsou velmi jemné a často vypadávají při manipulaci s rybou. Charakteristickým rysem je jasně viditelný stříbřitý pruh podél boků. Slunka má krátkou postranní čáru, která je částečně neúplná, což ji odlišuje od jiných příbuzných druhů. 

## Geografické rozšíření
Historicky byla slunka obecná široce rozšířena po celém území České republiky, přičemž se vyskytovala ve středním Polabí, jihočeských rybnících a dalších oblastech. V současnosti však její populace klesají, a slunka se vyskytuje pouze ostrůvkovitě v některých oblastech, jako je povodí Lužnice, Ohře, Poodří, Vysočina a horní povodí Moravy. Tento druh je také přítomný v širokém areálu Evropy a Asie, od Dolního Rýna po povodí Volhy a Černého moře. Slunka byla rovněž rozšířena do několika evropských států, jako je Francie a Švýcarsko.

## Potrava
Jedná se o rybu, jež je částečně fytoplanktivorní, mladí jedinci se živí především fytoplanktonem, zatímco dospělci preferují zooplankton a náletový hmyz.

## Rozšíření
Obývají nížinná říční stanoviště, zejména ramena a další vodní útvary spojené pouze s řekami během povodní. Často se vyskytují v rybnících, stepních jezerech a malých vodních útvarech, které nejsou napojeny na řeky. Vyskytuje se ve velkých hejnech, která jsou nejpočetnější na podzim. Nachází se mezi vodními rostlinami v mělkých rybnících a potocích, rašelinových a hliněných výkopech a kanálech. Na podzim se hejna ryb drží na povrchu a jen zřídka jdou do pelagické zóny. Blíže k zimě se hejna rozpadají a počet ryb na jednotku řeky se rychle snižuje. Zimu tráví v hlubších vodách. Potěr se zdržuje mezi vegetací. 

## Rozmnožování
Tření probíhá od dubna do května při teplotě vody nad 18°C, kdy teritoriální samci nejprve čistí místa nadcházejícího tření a následně aktivně pečují o jikry připevněné v řetízcích na rostlinách, až do jejich vylíhnutí. 

## Význam
Slunka obecná má významnou ekologickou roli, nejen že slouží jako kořist pro větší dravce, ale také funguje jako bioindikátor kvality vodních ekosystémů. Je důležitou součástí potravního řetězce a přispívá k udržování rovnováhy ve vodních ekosystémech. Mimo to má i hospodářský význam, protože je používána jako nástraha pro lov okounů či tloušťů.

## Ohrožení
Tato ryba čelí několika vážným hrozbám. Hlavními faktory ohrožení jsou intenzivní rybářské hospodaření, které negativně ovlivňuje její přirozené prostředí, a šíření invazních druhů, zejména střevličky východní (Pseudorasbora parva), která prokazatelně může mít vážný dopad na populaci slunky obecné tím, že jí konkuruje v potravním řetězci, a navíc přenáší infekční patogen, známý jako rozetový intracelulární eukaryotní parazit (RLA), který je podobný Sphaerothecum destruens. Tento parazit způsobuje onemocnění, které může vést ke klesajícím populacím slunky z důvodu inhibice tření slunky. Dalšími hrozbami jsou technické úpravy říčních toků a znečištění vody, které degraduje přirozené stanoviště tohoto druhu.

## Ochrana
Pro ochranu slunky obecné je nutno udržet přirozené prostředí ve stavu jež je pro tento druh vhodný. Tedy vysokou kvalitu vody v oblastech jejího výskytu. Mezi opatření, která toto umožňují, patří podpora extenzivního hospodaření na rybnících, revitalizace degradovaných říčních niv, ochrana tůní a slepých ramen a eliminace invazních druhů, jako je střevlička východní.
Slunka obecná je zařazena do Bernské úmluvy (Příloha III) a je uvedena na několika evropských červených seznamech, což podtrhuje nutnost její ochrany a sledování jejího výskytu.